# Benny Heylen
Benny Heylen (Heist-op-den-Berg, 20 september 1962) is een Belgisch voormalig mountainbiker. 

## Levensloop
Hij werd in deze discipline tweemaal Belgisch kampioen, met name in 1993 en '94. Hij was de eerste Vlaamse medaillewinnaar op een internationaal kampioenschap in zijn discipline. Hij behaalde een bronzen medaille op het EK van 1994.
Daarnaast nam hij occasioneel deel aan wegwielerwedstrijden zoals de Waalse Pijl waar hij 10de werd in 1991 of de Brabantse Pijl waar hij 6de werd in datzelfde jaar.

## Palmares
- 1985    
  - 2e in Flèche Ardennaise (BEL)
  - 3e in 5e etappe deel b Ronde van de Kempen, Retie (BEL)
  - 3e in 8e etappe deel b Ronde van de Kempen, Brecht (BEL)
- 1986
  - 3e in Omloop der Vlaamse Gewesten, Amateurs (BEL)
- 1987 
  - 3e in 1e etappe Circuit Franco-Belge, Leuze (BEL)
  - 1e in Flèche Ardennaise (BEL)
  - 1e in Omloop Het Nieuwsblad voor Beloften & elite z/c (BEL)
- 1989    
  - 1e in GP Stad Vilvoorde (BEL)
- 1990
  - 3e in Geetbets, Geetbets (BEL)
- 1991
  - 3e in Omloop Wase Scheldeboorden (BEL)
  - 3e in Loenhout, Cyclocross (a) (BEL)
- 1992
  - 3e in Malderen, Cyclocross (BEL)
- 1993
  - 1e in Nationaal Kampioenschap, Mountainbike, XC, Elite, België (BEL)
  - 2e in Baal, Amateurs, Baal (Vlaams-Brabant), België
  - 1e in Moerbeke, Cyclocross (BEL)
- 1994
  - 3e in Europees Kampioenschap, Mountainbike, XC, Elite
  - 1e in Nationaal Kampioenschap, Mountainbike, XC, Elite, België (BEL)
- 1996
  - 2e in Nationaal Kampioenschap, Mountainbike, XC, Elite, België (BEL)

## Resultaten in voornaamste wedstrijden
| Jaar | Luik-Bast.‑Luik | Waalse Pijl | Brabantse Pijl |
| ---- | --------------- | ----------- | -------------- |
| 1990 | 61e             | 79e         |                |
| 1991 | 94e             | 10e         | 6e             |
| 1992 |                 | 20e         |                |

Wielerploegen van Benny Heylen
Cornelisse ·
Ducrot ·
Emonds ·
Gölz ·
Hanegraaf (tot 30/06) ·
Heylen ·
Jagt ·
Jakobs ·
Maassen ·
Nijdam ·
van Passel ·
Peeters ·
Pevenage ·
Poels ·
van Poppel ·
Solleveld ·
E. Van Hooydonck · 
G. Van Hooydonck ·
Verhoeven ·

Vlassaks ·
Wijnands
Cordes ·
Fuchs ·
Gansler ·
Godimus ·
Gölz ·
Heylen ·
Jagt ·
Jakobs ·
Maassen ·
Mattheus ·
Nijdam ·
Poels ·
Segers ·
Solleveld ·
Tolhoek ·
E. Van Hooydonck · 
G. Van Hooydonck ·
Verhoeven (tot 31/07) ·
de Vries ·
Wijnants